# Maxime Gonalons
Maxime Gonalons (Vénissieux, 10 de marzo de 1989) es un exfutbolista francés que jugaba de centrocampista.

## Trayectoria

### Olympique de Lyon
El 6 de julio de 2009 firmó su primer contrato profesional por un año con el club. Se le asignó el número 41 (actualmente su número es el 21) y se entrenó con el equipo mayor durante la pretemporada. Hizo su debut profesional el 25 de agosto de 2009 en el partido de vuelta de la fase de grupos de la Liga de Campeones de la UEFA contra el R. S. C. Anderlecht ingreso en el minuto 73 por Jérémy Toulalan. 
El 20 de octubre Gonalons anotó su primer gol como profesional ante el Liverpool en Anfield, al minuto 72, en la Liga de Campeones de la UEFA. El 16 de enero de 2010, Gonalons anotó su primer gol en la Ligue 1 contra A. S. Nancy.

### A. S. Roma
El 3 de julio de 2017 se confirma su fichaje por la A. S. Roma a cambio de 5 millones de euros.

### España
El 20 de agosto de 2018 el Sevilla Fútbol Club hizo oficial su incorporación por una temporada en calidad de cesión. Marcó su primer gol en un partido correspondiente al play-off previo a la Liga Europa. El 6 de septiembre, en un entrenamiento, sufre una rotura del peroné.
El 2 de septiembre de 2019 el Granada C. F. hizo oficial su incorporación como cedido con opción de compra por una temporada. Al final de temporada se confirmó que el equipo granadino ejercía la opción de compra por 4 millones de euros, firmando por tres temporadas. A pesar de tener un año más de contrato, el 1 de julio de 2022 el jugador se desvinculó después de haber jugado 90 partidos en tres temporadas.

### Regreso a Francia
El mismo día que se confirmaba su salida de Granda, se hizo oficial su vuelta a Francia tras firmar con el Clermont Foot 63 por dos temporadas con opción a una tercera. Después de las dos primeras, en las que el equipo acabó descendiendo a Ligue 2, se marchó al expirar su contrato. Ya no volvió a jugar más y el 15 de octubre de 2024 anunció su retirada.

## Estadísticas

### Clubes
Actualizado al último partido disputado en su carrera.
| Club                      | Div.          | Temporada     | Liga  | Liga  | Copas nacionales | Copas nacionales | Copas internacionales | Copas internacionales | Total | Total |
| Club                      | Div.          | Temporada     | Part. | Goles | Part.            | Goles            | Part.                 | Goles                 | Part. | Goles |
| ------------------------- | ------------- | ------------- | ----- | ----- | ---------------- | ---------------- | --------------------- | --------------------- | ----- | ----- |
| Olympique de Lyon Francia | 1.ª           | 2009-10       | 15    | 1     | 3                | 0                | 9                     | 1                     | 27    | 2     |
| Olympique de Lyon Francia | 1.ª           | 2010-11       | 23    | 0     | 1                | 0                | 4                     | 0                     | 28    | 0     |
| Olympique de Lyon Francia | 1.ª           | 2011-12       | 35    | 1     | 9                | 0                | 8                     | 1                     | 52    | 2     |
| Olympique de Lyon Francia | 1.ª           | 2012-13       | 35    | 3     | 2                | 0                | 6                     | 1                     | 43    | 4     |
| Olympique de Lyon Francia | 1.ª           | 2013-14       | 36    | 0     | 6                | 0                | 12                    | 1                     | 54    | 1     |
| Olympique de Lyon Francia | 1.ª           | 2014-15       | 35    | 1     | 3                | 0                | 4                     | 1                     | 42    | 2     |
| Olympique de Lyon Francia | 1.ª           | 2015-16       | 33    | 0     | 5                | 0                | 5                     | 0                     | 43    | 0     |
| Olympique de Lyon Francia | 1.ª           | 2016-17       | 29    | 1     | 3                | 0                | 12                    | 0                     | 44    | 1     |
| Olympique de Lyon Francia | Total club    | Total club    | 241   | 7     | 32               | 0                | 60                    | 5                     | 333   | 12    |
| A. S. Roma · Italia       | 1.ª           | 2017-18       | 16    | 0     | 1                | 0                | 6                     | 0                     | 23    | 0     |
| A. S. Roma · Italia       | Total club    | Total club    | 16    | 0     | 1                | 0                | 6                     | 0                     | 23    | 0     |
| Sevilla F. C. · España    | 1.ª           | 2018-19       | 10    | 0     | 0                | 0                | 3                     | 1                     | 13    | 1     |
| Sevilla F. C. · España    | Total club    | Total club    | 10    | 0     | 0                | 0                | 3                     | 1                     | 13    | 1     |
| Granada C. F. · España    | 1.ª           | 2019-20       | 19    | 0     | 6                | 1                | —                     | —                     | 25    | 1     |
| Granada C. F. · España    | 1.ª           | 2020-21       | 25    | 0     | 0                | 0                | 15                    | 0                     | 40    | 0     |
| Granada C. F. · España    | 1.ª           | 2021-22       | 25    | 0     | 0                | 0                | —                     | —                     | 25    | 0     |
| Granada C. F. · España    | Total club    | Total club    | 69    | 0     | 6                | 1                | 15                    | 0                     | 90    | 1     |
| Clermont Foot 63 Francia  | 1.ª           | 2022-23       | 25    | 1     | 0                | 0                | —                     | —                     | 25    | 1     |
| Clermont Foot 63 Francia  | 1.ª           | 2023-24       | 21    | 1     | 2                | 0                | —                     | —                     | 23    | 1     |
| Clermont Foot 63 Francia  | Total club    | Total club    | 46    | 2     | 2                | 0                | 0                     | 0                     | 48    | 2     |
| Total carrera             | Total carrera | Total carrera | 382   | 9     | 41               | 1                | 84                    | 6                     | 507   | 16    |
| 1. 2.                     |               |               |       |       |                  |                  |                       |                       |       |       |

## Palmarés

### Títulos nacionales
| Título               | Club              | País    | Año     |
| -------------------- | ----------------- | ------- | ------- |
| Copa de Francia      | Olympique de Lyon | Francia | 2011-12 |
| Supercopa de Francia | Olympique de Lyon | Francia | 2012    |